# Peter Kašper
Peter Kašper (ur. 12 marca 1985 w Bardejowie) – słowacki siatkarz, grający na pozycji środkowego, reprezentant Słowacji. 

## Sukcesy klubowe
Mistrzostwo Słowacji:
- 2008, 2010, 2012[1], 2013, 2016, 2017[2], 2021
- 2006, 2009, 2011, 2018
- 2007

Puchar Słowacji:
- 2009, 2011, 2013

Mistrzostwo I ligi:
- 2014

Mistrzostwa MEVZA:
- 2017

## Nagrody indywidualne
2016: Najlepszy środkowy słowackiej Extraligi w sezonie 2015/2016